# ГАЕС Хатта
ГАЕС Хатта – гідроакумулювальна електростанція, що споруджується на північному сході Об’єднаних Арабських Еміратів у еміраті Дубаї. Має стати першим об’єктом гідроелектроенергетики в історії країни.
Гідроакумулювальна схема буде використовувати:
- як нижній резервуар – споруджене ще в 1997 році водосховище греблі Хатта об’ємом 6,5 млн м3, яке станом на початок 2020-х було єдиним постійним водосховищем в ОАЕ;
- як верхній резерувар – нову водойму об’ємом не менше ніж 3,3 млн м3, для утримання якої призначені дві греблі із ущільненого котком бетону. Головна з цих споруд має висоту 70 метрів, довжину 222 метра та потребувала 180 тис м3 бетону (з них 170 тис м3 по категорії «ущільнений котком»). Допоміжна споруда має висоту 38 метрів, довжину 184 метра та потребувала 45 тис м3 бетону (з них 41 тис м3 по категорії «ущільнений котком»).
Резервуари сполучатиме тунель довжиною 1,3 км з діаметром 7 метрів, який розрахований на пропуск 200 м3 води за секунду. Основне обладнання становлять дві оборотні турбіни потужністю по 125 МВт, що використовуватимуть напір від 125 до 175 метрів. Ємність резервуарів дозволятиме працювати 6 годин у генераторному та 7,4 години у насосному режимах.
Запуск ГАЕС запланований на 2024 рік.